# Zumstein (Kaufmannsfamilie)

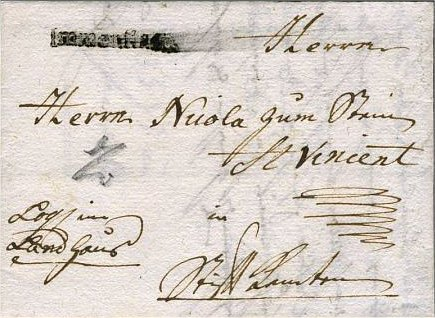
Kleiner Brief aus Immenstadt vom 17. April 1789 an Herrn Nicola zum Stein & Vincent in Stifft Kempten. Links unten zweizeiliger Zusatz Logirt im Land Haus.

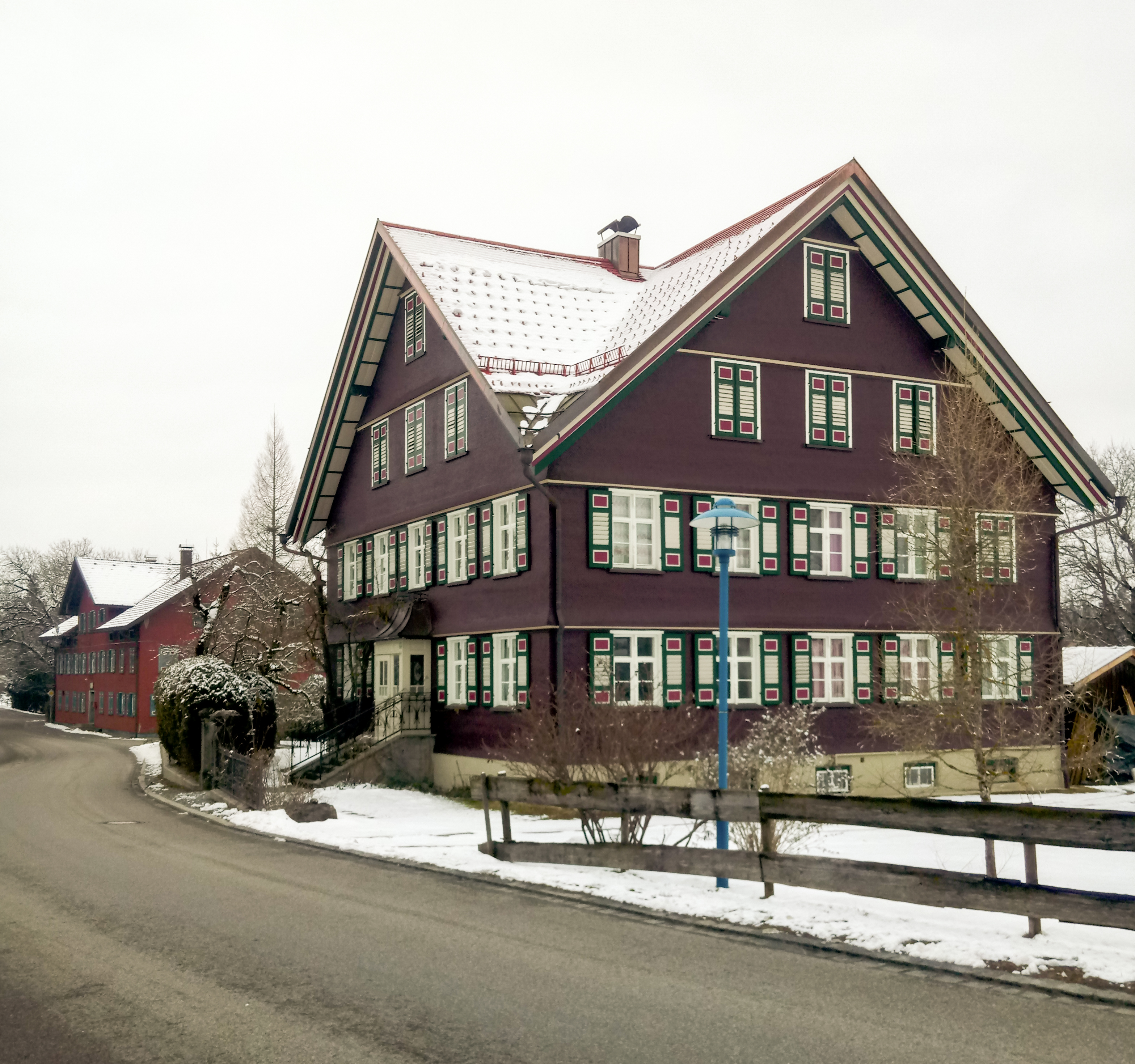
Zumsteinhaus in Grünenbach

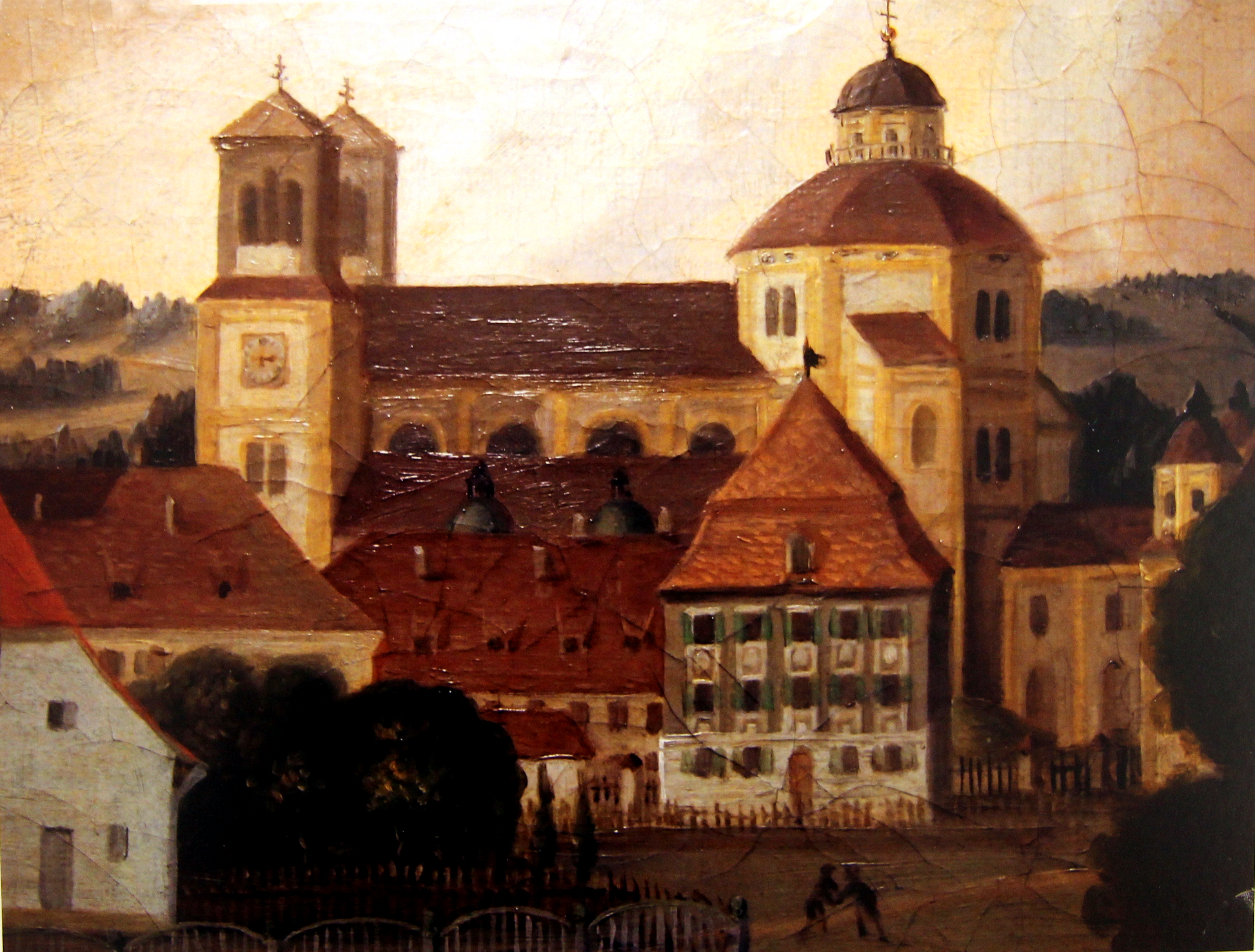
Das Zumsteinhaus (grüne Fensterläden) in Kempten bei der St.-Lorenz-Kirche (Gemälde von Franz Sales Lochbihler um 1815)

Zumstein (gelegentlich auch zum Stein, französisch: De la Pierre bzw. Delapierre) ist der Name einer Handelsfamilie, die aus Gressoney im Aostatal stammte und sich im 18. Jahrhundert verstreut nördlich der Alpen niederließ. Sie siedelte im 19. Jahrhundert wieder zurück. Die Zumsteins handelten mit Waren zwischen der Süd- und der Nordseite der Alpen. Die Familie wurde auch als Savoyer, Savoyaden oder Welsche bezeichnet.
Die Familie Zumstein stammte ursprünglich aus dem Aostatal, welches einen Bevölkerungsüberschuss hatte. Die Familien im Tal entdeckten den Wanderhandel als Nebenerwerb und das Aostatal wurde als Tal der Wanderer bekannt.

## Geschichte
Im Jahr 1784 wurde der Handelsgesellschaft „Vinzenz und Nikolaus zum Stein“ genehmigt, im Fürststift Kempten ein Warenlager einzurichten. Die örtliche Kramerzunft fand daran keinen Gefallen, die Verwaltung des Klosters gab die Auflage, sich auf den Großhandel zu beschränken. Vor dem Umzug war die Handelsfamilie in Memmingen anzutreffen. Sie unterhielten ihr Warenlager in der Gastwirtschaft Bauerntanz. Dort war die Kaufmannsfamilie wohl mehrere Jahrzehnte ansässig, geriet dort später in Probleme. Einheimische Kaufleute in Memmingen beschuldigten die Familie Zumstein, sich nicht an Vereinbarungen zu halten und damit auf dem einheimischen Markt Konkurrenz machen würden. Die Firmierung lautet zunächst [Johann] Nicolaus Zumstein & Co., ab etwa 1776 Nicolaus Zumstein und Vincent und ab 1798 nach Austritt des Geschäftspartners Vincent Nicolaus Zumstein und Söhne. Dem Briefaustausch zufolge reicht Kontakt der Familie bis in die 1740er Jahre zurück, als ein Nicolaus Zumstein (der Ältere) in einer Fabrik im nahen Grönenbach Stoffe einkaufte.
Das Unternehmen Zumstein handelte insbesondere mit Seide bis in das 19. Jahrhundert. Zusätzlich wurden auch Baumwollwaren gehandelt. Stoffe wie Flor, Musselin, Garne, Seidentücher und Seidenbänder in großen Mengen wurden insbesondere bei Fabrikanten in Oberitalien und der Schweiz erworben. Manche Bestellungen weisen verhältnismäßig hohe Geldbeträge auf. Die Bankgeschäfte wurden über das Augsburger Bankhaus Obwexer erledigt. Die Verkehrsanbindung in die Schweiz lief über Lindau, wo Speditionen die Aufträge vermittelten. Handelsbeziehungen gab es auch ins nordböhmische Reichenberg, was Schreiben belegen. In den 1780er Jahren hielt sich Nicolaus Zumstein zur Messezeit am Bodensee auf. Aus Apolda in Thüringen wurden wiederum Strümpfe in Großhandelsmengen geliefert. Abnehmer waren Detailverkäufer im oberschwäbischen Raum. Nicolaus Zumstein (der Jüngere, 1757–1832) suchte auch regelmäßig die Veitsmesse in Ulm auf, dort hielt er sich zwei Wochen und länger auf. In Ulm gehörte er wegen seines großen Handelsvolumens zu den wichtigsten Händlern.
Hauptquartier waren generell Gastwirtschaften. In Memmingen das Haus Zum Schiff, dann der Bauerntanz und später das Landhaus in Kempten. Dem Anschein nach bauten sich Johann Joseph und Johann Nikolaus Zumstein, die Söhne des Nicolaus Zumstein, erst 1802 mit dem Zumsteinhaus in Kempten erstmals eine eigene, feste Unterkunft. Handelsfilialen wurden in Immenstadt, Grünenbach, Gestratz, Oberstaufen, Konstanz, Kempten und Rorschach eröffnet.
1823 richtete die Familie Zumstein eine Stiftung für die katholische Gottesackerkirche zur „Erziehung und Unterstützung bei der Unterrichtsstiftung armer katholischer Knaben der Neustadt“ und schließlich „zu dem katholischen Schulfonds dahier“ ein. Die beiden Brüder Johann Joseph und Johann Nicolaus Zumstein wurden als einzige Zumstein auf dem Katholischen Friedhof in Kempten bestattet. Mit dem Ableben von Johann Nicolaus Zumstein im Jahr 1832 ging ein Teil des Vermögens an einen Armenfond. Hierbei wurde unterschieden zwischen ehemaliger Stiftsstadt und Reichsstadt, auch wenn beide Städte bereits 1818 vereinigt wurden. Der Armenfond der Stiftsstadt erhielt 1000 Gulden, die Reichsstadt 500 Gulden. Die Nachkommen lebten danach wieder in Gressoney im Aostatal. Letzter Nachkomme, der zumindest kurzzeitig in Kempten lebte, war Josef Aquilino Zumstein. 1908 kam er nach Kempten um bei der dortigen Filiale der Handelsbank ein Praktikum abzuleisten. Er wohnte im Zumsteinhaus bei Adolf Leichtle. 1911 ging auch Josef Aquilino Zumstein nach Gressoney zurück. 1951 erwarb die Stadt Kempten das Zumsteinhaus von einer Erbengemeinschaft der Familie Zumstein.
Die Nachkommen benutzen heute oftmals die französische Form des Nachnamens Delapierre.

## Weitere Ereignisse
1746 wurde der Wanderkrämer Johann Franz Zumstein auf dem Weg zum Lindauer Herbstmarkt vor den Toren der Reichsstadt Wangen von den Berufsverbrechern Christoph Zeltner und Michel Kamler überfallen und ermordet.
Benedikt Grotz, der letzte Hofnarr des Fürstabts von Kempten und späterer Bürgermeister von Waltenhofen, hatte für einige Zeit bei den Zumsteins im Zumsteinhaus gelebt haben und „auf einem der beiden Balkone soll er an Markttagen oft derbe Späße gemacht haben“.

## Familienmitglieder (Auswahl)
- Anton Zumstein (1875–1973), Kartograf und Verleger[3]
- Carl Zumstein (1905–1993), Regierungsdirektor in Lindau und Konsul in Bregenz[3]
- Johann Nicolaus Zumstein
Söhne
  - Johann Josef Zumstein (1742–1822)[7]
  - Johann Nicolaus Zumstein (1757–1832)[7]